# Ель-Ройо
Ель-Ройо (ісп. El Royo) — муніципалітет в Іспанії, у складі автономної спільноти Кастилія-і-Леон, у провінції Сорія. Населення — 314 осіб (2010).
Муніципалітет розташований на відстані близько 190 км на північний схід від Мадрида, 21 км на північний захід від Сорії.
На території муніципалітету розташовані такі населені пункти: (дані про населення за 2010 рік)
- Дерроньядас: 45 осіб
- Інохоса-де-ла-Сьєрра: 7 осіб
- Лангосто: 13 осіб
- Ель-Ройо: 234 особи
- Вільв'єстре-де-лос-Набос: 15 осіб

## Демографія
Динаміка населення (INE ):